# Saint-Paul-le-Froid
Saint-Paul-le-Froid är en kommun i departementet Lozère i regionen Occitanien i södra Frankrike. Kommunen ligger i kantonen Grandrieu som tillhör arrondissementet Mende. År 2022 hade Saint-Paul-le-Froid 134 invånare.

## Befolkningsutveckling
Antalet invånare i kommunen Saint-Paul-le-Froid
| Referens: INSEE |